# 後殖民文學
後殖民文學是指來自曾被殖民國家的人所撰寫的文學作品。後殖民文學的主題是討論國家非殖民化後所面對的問題和後果，特別是被殖民人民相關的政治和文化獨立的問題，以及諸如種族主義、殖民主義及薩依德所提供的文化帝國主義等議題。

## 另見
- 傷痕文學
- 尋根文學
- 移民文学